# Mariä-Entschlafens-Kirche (Ljeb)

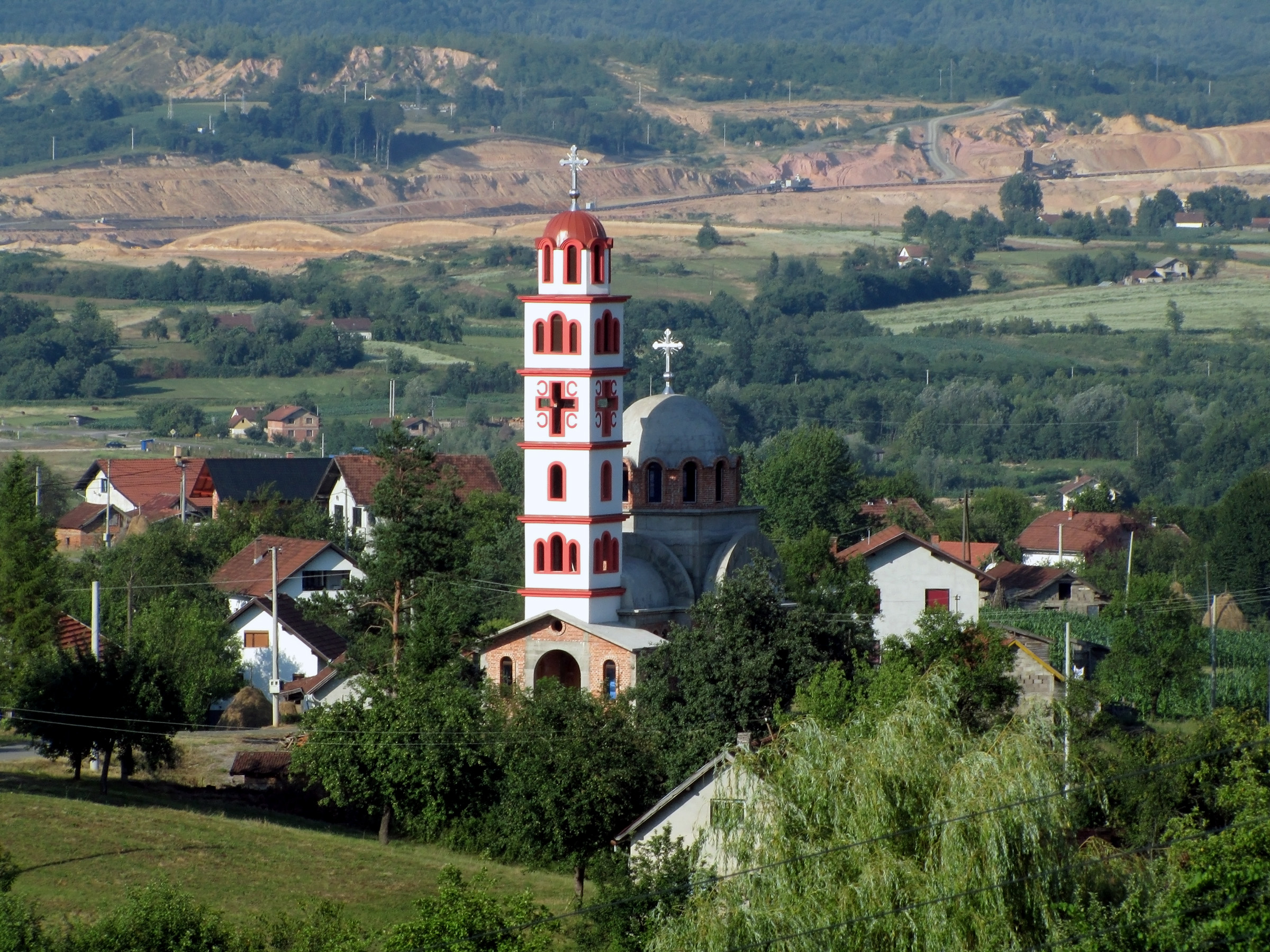
Die Mariä-Entschlafens-Kirche in Ljeb, im Hintergrund der Braunkohletagebau Stanari (2011)

Die Mariä-Entschlafens-Kirche (Serbisch: Црква Успења Пресвете Богородице, Crkva Uspenja Presvete Bogorodice) in Ljeb, einem Dorf in der Opština Stanari westlich von Doboj, ist eine in Bau befindliche Serbisch-orthodoxe Kirche im Norden von Bosnien und Herzegowina.
Die im Jahr 2007 begonnene und heute noch im Bau befindliche Filialkirche gehört zur Pfarrei Osredak im Dekanat Teslić der Eparchie Zvornik-Tuzla der Serbisch-Orthodoxen Kirche.
Die Kirche ist dem Entschlafen der Allheiligen Gottesmutter Maria geweiht.

## Lage
Die Kirche steht im etwa 350 größtenteils serbische Einwohner zählenden Dorf Ljeb in der Opština Stanari. Die Opština Stanari liegt in der Republika Srpska, dem überwiegend serbisch bewohnten Landesteil von Bosnien und Herzegowina.
Das Dorf besitzt einen serbisch-orthodoxen Dorffriedhof aus dem 19. Jahrhundert. Auf diesem Friedhof steht die von 1996 bis 1998 erbaute Mariä-Entschlafens-Kapelle, ebenfalls dem Patrozinium der Entschlafung der Allerheiligsten Gottesmutter Maria geweiht.

## Geschichte
Im Jahr 2007 begann der Bau der Mariä-Entschlafens-Kirche in Ljeb. Am 30. August 2008 wurden die Kirchenfundamente vom damaligen Bischof der Eparchie Zvornik-Tuzla Vasilije (Kačavenda) geweiht. Die äußerlichen Bauarbeiten wurden 2012 fertiggestellt und derzeit wird das Innere der Kirche mit byzantinischen Fresken bemalt.
Derzeitiger Priester der Pfarrei Osredak ist Rade Tanacković.

## Architektur
Die einschiffige Kreuzkuppelkirche mit dem Grundriss eines Griechischen Kreuzes ist im traditionellen Serbisch-byzantinischen Stil erbaut mit einer großen Rundkuppel über dem Kirchenschiff bei der Kreuzung der Seitenarme der Kirche. Die Dimensionen der Kirche betragen 17 х 8 m. Zum Bau des Kirchengebäudes wurden ausschließlich Ziegelsteine und Aluminiumplatten verwendet.
Auch verfügt die Kirche in der traditionellen Manier des orthodoxen Kirchbaustils eine Altar-Apsis im Osten, jeweils eine Konche an der Nord- und Südseite und einen hohen Kirchturm im Westen, mitsamt drei Kirchglocken. An der Westwand des Kirchengebäudes befindet sich der Eingang der Kirche.
Auffällig an der weißen Fassade der Kirche sind die roten Bemalungen um die Fenster und Türen sowie die roten Kuppeln. Am Kirchturm wurden zudem vier serbische Kreuze gemalt.
Dieser Kirchenbaustil ist kennzeichnend, für den Bau Serbisch-orthodoxer Kirchen in Bosnien und Herzegowina.
Die Kirche verfügt – wie für orthodoxe Kirchen typisch – über eine Ikonostase mit Ikonen sowie drei silberne Kreuze.